# Abu Sayeed Chowdhury
Abu Sayeed Chowdhury (5 de janeiro de 1921 – 2 de agosto de 1987) foi um jurista e o segundo presidente de Bangladesh de 12 de janeiro de 1972 a 24 de dezembro de 1973, sendo o primeiro a ser empossado no cargo.   O antigo patrimônio e riqueza de sua família são amplamente conhecidos. 